# 白台寺
35°39′50″N 111°04′10″E / 35.66389°N 111.06944°E
白台寺又名善化寺，位于中国山西省新绛县泉掌镇光马村西南250米，得名于释迦牟尼佛座的白色莲台，已列为全国重点文物保护单位。

## 历史
白台寺始建年代不详，重修于唐开元十四年（726年），金大定、明昌年间再重修，元明清及1971年均有修葺，但仍甚残破。

## 建筑
白台寺坐北朝南，占地4482平方米，现存三滴法藏阁、释迦殿、后大殿等建筑，其中释迦殿为金明昌年间所建，法藏阁为金建元重修，后大殿为元至正十五年（1355年）所建，余为明清所建。
法藏阁依土崖建造，三重檐硬山顶，面阔三间，高二层，精巧壮丽。塑像系元代。东西耳殿佛像为明正德六年(1511)所塑。
释迦殿面阔进深各三间，单檐歇山顶。殿内雕像生动丰满，为金代风格。
后大殿面阔五间，悬山顶，斗拱简洁。殿内有元代塑像和绘画。
寺内尚有唐、宋、元、明碑碣，唐代舍利塔、北宋陀罗尼经幢、铁云版、明代铁罄及香炉等文物。

## 保护
2006年5月25日，白台寺公布为第六批全国重点文物保护单位，编号6-372。